# 文化广场站
文化广场站位于吉林省长春市朝阳区文化广场，新民大街与解放大路交汇处，是长春轨道交通2号线车站。

## 车站结构

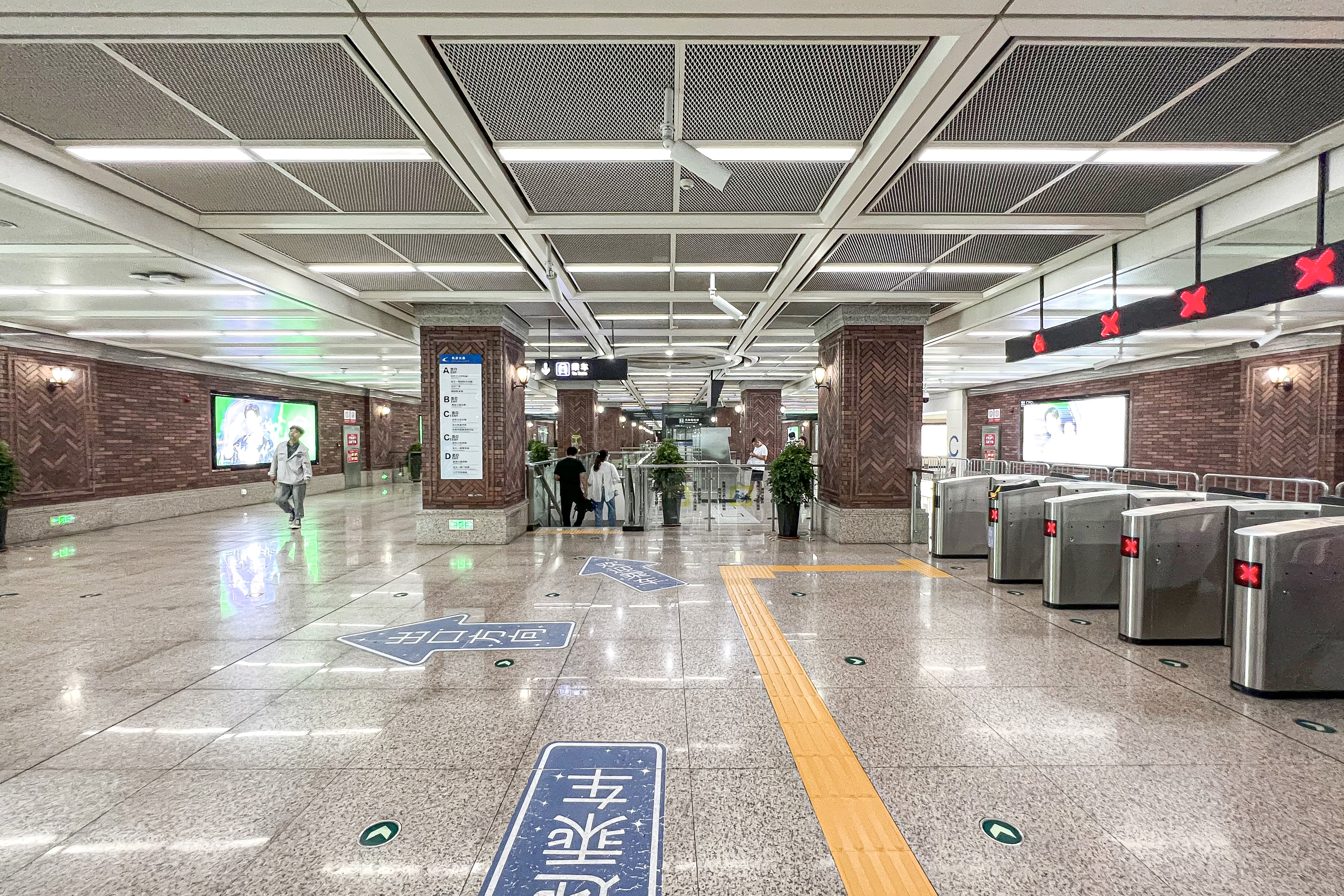
2号线站厅

车站形式为岛式二层车站，地下一层为一站厅，地下二层为二号线站台。车站設有全高屏蔽门。

### 车站楼层
| 地面              | 出入口 | A、B、C1、C2、D出入口                                                                                             |
| 地下一层          | 站厅   | 客服中心、自动售票机、验票机                                                                                      |
| 地下二层          | 站台   | \| \| \| █ 2号线往汽车公园（建设广场） \| \| 島式 · 開左邊车门 \| \| \| \| \| \| █ 2号线往东方广场（解放大路） \| |
|                   |        | █ 2号线往汽车公园（建设广场）                                                                                     |
| 島式 · 開左邊车门 |        | |
|                   |        | █ 2号线往东方广场（解放大路）                                                                                     |

### 车站出口
车站设置5个出入口，A、B口位于解放大路北侧；C1、C2、D口位于解放大路南侧。其中D口设有直通吉大一院门诊楼的通道。
|                       |                         |                                         |      |            |
| 出口编号              | 出口指示                | 建议前往的目的地                        | 照片 | 无障碍设施 |
| 出口 · A              | 西民主大街东 解放大路北 | 文化广场                                |      | 不適用     |
| 出口 · B              | 新民大街西 解放大路北   | 文化广场 (地质宫)                       |      | 不適用     |
| 出口 · C · 1          | 新民大街东 解放大路南   | 吉林大学基础医学院 (伪满洲国国务院旧址) |      | 不適用     |
| 出口 · C · 2          | 新民大街西 解放大路南   | 吉大一院 (伪满洲国军事部旧址)           |      | 不適用     |
| 出口 · D · 升降机标志 | 西民主大街东 解放大路南 | 吉大一院                                |      |            |

## 公交换乘
本站可换乘公交9、104、221、229、240、255、264、283、288路文化广场站，公交255、276路解放大路站，及公交13、213、240、264、276、283路吉大一院站。

## 歷史
- 2018年8月30日 - 2号线开通运营。[1]